# غريس إليري تشانينج
غريس إليري تشانينج (بالإنجليزية: Grace Ellery Channing)‏ هي كاتِبة وشاعرة أمريكية، ولدت في 1862، وتوفيت في 1937.